# Springdale (Waszyngton)
Springdale – miasto w Stanach Zjednoczonych, w stanie Waszyngton, w hrabstwie Stevens.